# جون بلومفيلد
جون بلومفيلد (بالإنجليزية: John Bloomfield)‏ هو كاتب عدل ‏ ومحام بالقضاء العالي وسياسي أسترالي، ولد في 9 أكتوبر 1901 في أستراليا، وتوفي في 30 يونيو 1989. انتخب عضو الجمعية التشريعية فيكتوريا عن دائرة Electoral district of Malvern ‏ (11 يوليو 1953 – 18 مايو 1970).